# 반다나

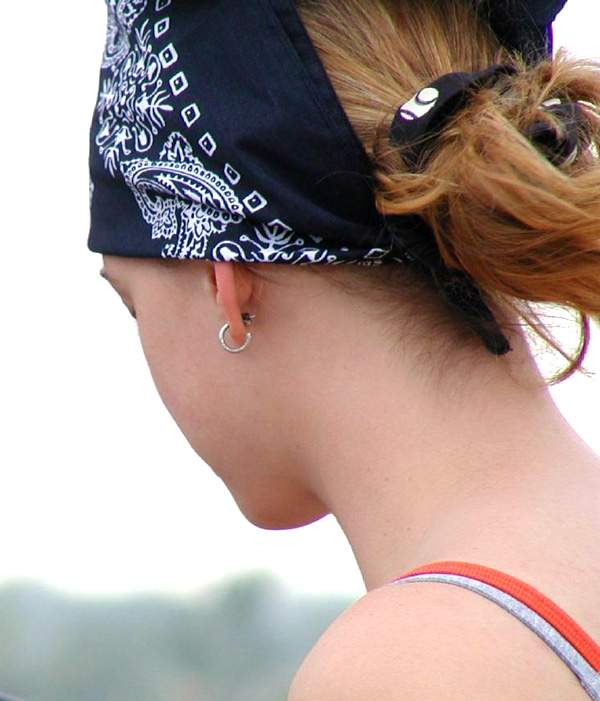
반다나를 쓴 여성의 뒷모습.

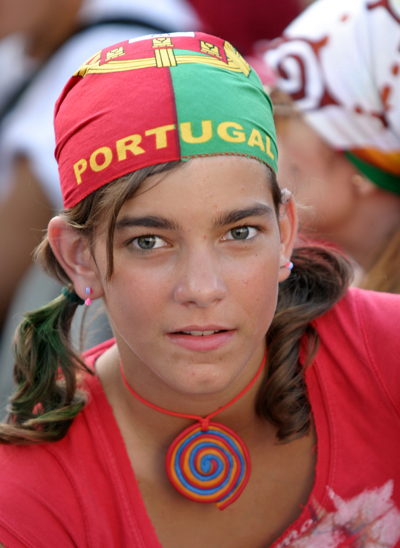
반다나를 쓴 여성 앞모습.

반다나(영어: bandana 혹은 bandanna)는 보호 또는 장식 용도로 머리나 목에 둘러 착용하는 삼각 또는 사각형 모양의 천조각이다. 서구권에서는 커치프(영어: kerchief)라고도 불린다. 커치프는 프랑스어 couvure-chef에서 유래되었으며 "head cover"라는 뜻이다.

## 같이 보기
- 손수건
- 헤드스카프